# Rhinocypha dorsosanguinea
Rhinocypha dorsosanguinea är en trollsländeart som beskrevs av Maurits Anne Lieftinck 1961. Rhinocypha dorsosanguinea ingår i släktet Rhinocypha och familjen Chlorocyphidae. IUCN kategoriserar arten globalt som sårbar. Inga underarter finns listade i Catalogue of Life.